# كاريل فيالا
كاريل فيالا (بالتشيكية: Karel Fiala)‏ هو مغني أوبرا وممثل تشيكي (وحمل سابقاً جنسية تشيكوسلوفاكيا)، ولد في 3 أغسطس 1925 في أوسترافا في التشيك.

## وصلات خارجية
- كاريل فيالا على موقع IMDb (الإنجليزية)
- كاريل فيالا على موقع ميوزك برينز (الإنجليزية)
- كاريل فيالا على موقع أول موفي (الإنجليزية)
- كاريل فيالا على موقع قاعدة بيانات الأفلام السويدية (السويدية)
- كاريل فيالا على موقع قاعدة بيانات الفيلم (الإنجليزية)
- كاريل فيالا على موقع كينوبويسك (الروسية)